# کاکتوس پروانه‌ای خارسرخ
کاکتوس پروانه‌ای خارسرخ (نام علمی: Echinomastus erectocentrus) نام یک گونه از سرده پستانک‌های تیغی است.